# Kémerovo
Kémerovo (en rus Кемерово) és una ciutat de Rússia capital de l'óblast de Kémerovo. Està a la vora del riu Tom al nord-est de Novossibirsk (Sibèria).

## Geografia
3.482 km la separen de Moscou. Es va insdustrialitzar en temps de la Unió Soviètica destacant en el sector de la química, els fertilitzants i les manufactures. Per ella hi passa el Transsiberià.

## Clima
Té un clima continental amb temperatures mensuals mitjanes el gener de -20 °C i de +19 °C al juliol. La pluviometria anual és de 456 litres amb el màxim de pluges a l'estiu.

## Història
Kémerovo és una aglomeració de diversos establiments russos. El lloc es deia Verkhotomski el 1657 sobre el camí de Tomsk a la fortalesa Kúznetsk. El 1701, es fundà l'establiment de Sxeglovo. Cap a 1859 hi havia set pobles en aquest lloc: Sxeglovka (o Ust-Iskitímskoi), Kèerovo (anomenat el 1734), Ievséievo, Krasni Iar, Kur-Iskitim (Pleixki), Davídovo (Ixànovo), i Borovàia. El 1721 s'hi descobrí carbó però no es varen fer mines fins a 1907, el 1917, la població de Sxeglovo arribà a unes 4.000 persones.
Sxeglovo obtingué el títol de ciutat el 1918, considerada oficialment la data de fundació de Kémerovo.

## Ciutats agermanades
- Salgótarján, Hongria